# (6964) Kunihiko
(6964) Kunihiko ist ein Asteroid des inneren Hauptgürtels, der am 15. Oktober 1990 von den japanischen Amateurastronomen Kin Endate und Kazurō Watanabe am Kitami-Observatorium (IAU-Code 400) auf Hokkaidō entdeckt wurde.
Der Asteroid wurde am 8. August 1998 nach dem japanischen Mathematiker Kodaira Kunihiko (1915–1997) benannt, der 1954 wegen besonderer Verdienste um die Mathematik mit der Fields-Medaille ausgezeichnet wurde.